# Wybory parlamentarne w Polsce w 2005 roku
Wybory parlamentarne w Polsce w 2005 roku – odbyły się 25 września na terenie Polski oraz w 166 obwodowych komisjach ulokowanych poza krajem. Wbrew wcześniejszym spekulacjom, nie zostały one przeprowadzone razem z wyborami prezydenckimi i referendum w sprawie traktatu konstytucyjnego UE. Wybory zakończyły się zwycięstwem Prawa i Sprawiedliwości. Drugie miejsce zajęła Platforma Obywatelska. Do Sejmu po raz kolejny dostały się Samoobrona RP, Liga Polskich Rodzin, Polskie Stronnictwo Ludowe i Sojusz Lewicy Demokratycznej. Po wyborach premierem został polityk Prawa i Sprawiedliwości Kazimierz Marcinkiewicz.

## Sytuacja na scenie politycznej przed wyborami
Do ogłoszenia wyborów doszło podczas trwających od 2001 rządów SLD (w momencie urzędowania drugiego rządu Marka Belki). Wybory odbyły się w następnym roku po wejściu Polski do Unii Europejskiej 1 maja 2004 i pierwszych wyborach do Parlamentu Europejskiego w Polsce, które wygrała PO z wynikiem 27,78% głosów oraz przed odbywającymi się w tym samym roku wyborami prezydenckimi w związku z kończącą się z dniem 22 grudnia 2005 drugą kadencją prezydenta RP Aleksandra Kwaśniewskiego.

## Termin wyborów
Jesienny termin wyborów poparła 31 stycznia 2005 Rada Krajowa SLD. Zgodnie z wcześniejszym porozumieniem, które zawarli 30 grudnia 2004 prezydent Aleksander Kwaśniewski i przewodniczący SLD Józef Oleksy, wybory miały odbyć się w czerwcu 2005. Sejm nie podjął decyzji o skróceniu kadencji, więc wybory odbyły się w konstytucyjnym terminie (Sejm dotrwał do końca konstytucyjnej kadencji). 23 maja 2005 Prezydent RP zarządził wybory na 25 września 2005.

## Kampania wyborcza
Kampania przedwyborcza do parlamentu prowadzona była w sposób spokojny i nieagresywny. Wzmożoną kampanię dało się dopiero zauważyć w jej ostatnich tygodniach. Przed wyborami Prawo i Sprawiedliwość i Platforma Obywatelska wielokrotnie deklarowały chęć zawarcia koalicji (tzw. POPiS). W czasie jednej z konwencji wyborczych przewodniczący PO Donald Tusk zaatakował PiS, nakreślając różnice pomiędzy PO a tą partią, czym wprowadził Jarosława Kaczyńskiego w zdumienie. Prezes PiS powiedział: „Słuchając takich słów, mam wrażenie, że zatraciliśmy pewne poczucie wspólnoty kulturowej, która nas łączyła z Platformą”. Według Lecha Kaczyńskiego Donald Tusk odrzucił wówczas współbudowanie IV Rzeczypospolitej, a zaczął reprezentować program nazwany przez Jarosława Kaczyńskiego restauracyjnym. Politycy PiS także prowadzili wobec PO konfrontacyjną kampanię. Jacek Kurski stwierdził, że dziadek Donalda Tuska na ochotnika zgłosił się do Wehrmachtu (za co został na krótko wykluczony z tej partii). Ponadto w spocie partii grającym na emocjach skrytykowano wizję państwa według PO, którą PiS określało jako „Polskę liberalną”, przeciwstawiając ją własnej wizji „Polski solidarnej”.
Samoobrona RP prowadziła swoją kampanię pod hasłem podobnym do tego z wyborów w 2001 – Oni już byli, oni już rządzili, atakując wszystkie postsolidarnościowe i postkomunistyczne partie startujące w wyborach.
Sojusz Lewicy Demokratycznej skupił się na stworzeniu swojego wizerunku jako partii odchudzonej i zmienionej. SLD po czterech latach rządów stracił najwięcej z powodu afer w swoich kręgach, przede wszystkim afery Rywina. Nowy przewodniczący Wojciech Olejniczak, reprezentujący młode pokolenie, w spotach starał się przyciągnąć wyborców, tłumacząc, że SLD to jedyna siła lewicowa, która ma szanse znaleźć się w nowym parlamencie.

## Komitety wyborcze do Sejmu i Senatu
|  | Nr listy | Komitet wyborczy                         | Lider | Lider               | Hasła wyborcze                                                                          | Kandydaci na posłów | Kandydaci na senatorów |
|  | -------- | ---------------------------------------- | ----- | ------------------- | --------------------------------------------------------------------------------------- | ------------------- | ---------------------- |
|  | 1        | Ruch Patriotyczny*                       |       | Jan Olszewski       | Czas patriotów                                                                          | 561                 | 9                      |
|  | 2        | Polska Partia Pracy*                     |       | Bogusław Ziętek     | Pracy i chleba                                                                          | 672                 | 1                      |
|  | 3        | Liga Polskich Rodzin*                    |       | Marek Kotlinowski   | Nadzieja dla Polski                                                                     | 915                 | 64                     |
|  | 4        | Partia Demokratyczna – demokraci.pl*     |       | Władysław Frasyniuk | Polska. Do przodu, nie wstecz                                                           | 712                 | 26                     |
|  | 5        | Socjaldemokracja Polska*                 |       | Marek Borowski      | Wierni wyborcom, nie układom                                                            | 694                 | 28                     |
|  | 6        | Prawo i Sprawiedliwość*                  |       | Jarosław Kaczyński  | Dotrzymujemy słowa; Polska prawa, Polska sprawiedliwa; Rodzina, Uczciwość, Przyszłość   | 917                 | 51                     |
|  | 7        | Sojusz Lewicy Demokratycznej*            |       | Wojciech Olejniczak | Zmieniając siebie, zmieniajmy Polskę                                                    | 742                 | 81                     |
|  | 8        | Platforma Obywatelska RP                 |       | Donald Tusk         | Pełna odpowiedzialność; Odważnie, ale z rozwagą                                         | 873                 | 51                     |
|  | 9        | Polska Partia Narodowa*                  |       | Leszek Bubel        |                                                                                         | 624                 | 28                     |
|  | 10       | Polskie Stronnictwo Ludowe*              |       | Waldemar Pawlak     | Blisko ludzkich spraw; Skuteczni dla Polski                                             | 850                 | 47                     |
|  | 12       | Platforma Janusza Korwin-Mikke*          |       | Janusz Korwin-Mikke | Tak jak Ty mamy tego dość!                                                              | 560                 | 13                     |
|  | 13       | KWW – Ogólnopolska Koalicja Obywatelska* |       | Wojciech Kornowski  |                                                                                         | 350                 | 10                     |
|  | 15       | Samoobrona Rzeczpospolitej Polskiej*     |       | Andrzej Lepper      | Człowiek, Rodzina, Praca, Godne życie; Partia z przyszłością; Każdy człowiek jest ważny | 837                 | 54                     |

- RP – Przymierze dla Polski, Ruch Katolicko-Narodowy, Ruch Odbudowy Polski, Liga Obrony Suwerenności, Zjednoczenie Chrześcijańsko-Narodowe (częściowo), Stronnictwo Narodowe „Patria”, ponadto nieliczni członkowie Ligi Polskich Rodzin, Partii Victoria, Organizacji Narodu Polskiego – Ligi Polskiej, partii Suwerenność-Praca-Sprawiedliwość i Prawa i Sprawiedliwości
- PPP – Antyklerykalna Partia Postępu „Racja”, Polska Partia Ekologiczna – Zielonych, Polska Partia Socjalistyczna, Komunistyczna Partia Polski
- LPR – po 1 członku: Stronnictwo Polska Racja Stanu, Rodzina-Ojczyzna, Ruch Odbudowy Polski, Porozumienie Polskie
- PD – Inicjatywa dla Polski (większość)
- SDPL – Unia Pracy, Zieloni 2004, po 1 członku: Unia Lewicy III RP, Polskie Stronnictwo Ludowe
- PiS – Zjednoczenie Chrześcijańsko-Narodowe (częściowo), po 1 członku: Suwerenność-Praca-Sprawiedliwość, Porozumienie Ludowo-Patriotyczne, Republikańska Partia Społeczna, Ruch Odbudowy Polski
- SLD – Unia Lewicy III RP, Stronnictwo Gospodarcze, Ruch Odrodzenia Gospodarczego im. Edwarda Gierka, po 1 członku: Stronnictwo Demokratyczne, Unia Pracy
- PPN – Stronnictwo Narodowe
- PSL – po 1 członku: Polska Racja Stanu, Stronnictwo Gospodarcze
- PJKM – Unia Polityki Realnej, Jedność Rzemieślniczo-Kupiecka (1 członek)
- OKO – Krajowa Partia Emerytów i Rencistów, Stronnictwo Pracy (częściowo), Centrolewica Rzeczypospolitej Polskiej, Polska Unia Gospodarcza (?), po 1 członku: Polskie Stronnictwo Ludowe, Samoobrona Narodu Polskiego, Demokratyczna Partia Lewicy, Samoobrona Rzeczpospolitej Polskiej
- Samoobrona RP – po 1 członku: Demokratyczna Partia Lewicy, Stronnictwo Narodowe – Organizacja Polityczna Narodu

|  | Nr listy | Komitet wyborczy                       | Lider | Lider               | Hasła wyborcze | Liczba okręgów | Kandydaci na posłów | Kandydaci na senatorów |
|  | -------- | -------------------------------------- | ----- | ------------------- | -------------- | -------------- | ------------------- | ---------------------- |
|  | 11       | Centrum*                               |       | Janusz Steinhoff    |                | 19             | 325                 | 14                     |
|  | 14       | Polska Konfederacja – Godność i Praca* |       | Adam Słomka         |                | 13             | 175                 | 1                      |
|  | 16       | Inicjatywa RP                          |       | Zbigniew Łuczak     |                | 13             | 281                 | 8                      |
|  | 17       | Dom Ojczysty*                          |       | Jerzy Nowak         |                | 18             | 335                 | 12                     |
|  | 18       | Narodowe Odrodzenie Polski*            |       | Adam Gmurczyk       |                | 15             | 183                 | 0                      |
|  | 19       | Stronnictwo Pracy                      |       | Zbigniew Wrzesiński |                | 1              | 14                  | 0                      |
|  | 19       | KWW Społeczni Ratownicy                |       | Andrzej Śliwiński   |                | 1              | 13                  | 2                      |
|  | 19       | KWW Mniejszość Niemiecka**             |       | Henryk Kroll        |                | 1              | 14                  | 3                      |
|  | 19       | KWW Mniejszości Niemieckiej Śląska**   |       | Marcin Lippa        |                | 1              | 11                  | 0                      |

- Centrum – Stronnictwo Demokratyczne, Inicjatywa dla Polski (częściowo), po 1 członku: Republikańska Partia Społeczna, Zjednoczenie Chrześcijańsko-Narodowe
- PKGP – Konfederacja Polski Niepodległej – Obóz Patriotyczny, Ruch Obrony Bezrobotnych i Stronnictwo Polska Racja Stanu
- DO – Przymierze Ludowo-Narodowe, Stronnictwo Pracy (częściowo), Liga Polskich Rodzin (w niewielkiej części), Stronnictwo Ludowe „Ojcowizna”, ponadto nieliczni członkowie Ruchu Obrony Bezrobotnych, Ruchu Odbudowy Polski, Forum Republikańskiego, Prawa i Sprawiedliwości i Organizacji Narodu Polskiego – Ligi Polskiej
- NOP – dwóch członków Krajowej Partii Emerytów i Rencistów i jeden członek Organizacji Narodu Polskiego – Ligi Polskiej

## Listy wyborcze w poszczególnych okręgach oraz ich liderzy
Poniższe zestawienie zostało opracowane na podstawie danych z serwisu informacyjnego PKW
| Okręg | RP                  | PPP                  | LPR                          | PD                          | SDPL                     | PiS                     | SLD                          | PO                            | PPN                          | PSL                     | Centrum                 | PJKM                   | OKO                      | PKGiP                | SRP                     | IRP                  | DO                  | NOP                   |
| ----- | ------------------- | -------------------- | ---------------------------- | --------------------------- | ------------------------ | ----------------------- | ---------------------------- | ----------------------------- | ---------------------------- | ----------------------- | ----------------------- | ---------------------- | ------------------------ | -------------------- | ----------------------- | -------------------- | ------------------- | --------------------- |
| Okręg |                     |                      |                              |                             |                          |                         |                              |                               |                              |                         |                         |                        |                          |                      |                         |                      |                     |                       |
| 1     | Adam Bartnicki      | Krystyna Skassa      | Piotr Ślusarczyk             | Piotr Borys                 | Elżbieta Zakrzewska      | Adam Lipiński           | Jerzy Szmajdziński           | Grzegorz Schetyna             | Janusz Lar                   | Tadeusz Samborski       | Zbigniew Król           | Stanisław Woźniak      | –                        | –                    | Czesław Litwin          | –                    | Józef Górski        | Romana Tyczyno        |
| 2     | Janina Niechajowicz | Mirosław Szczygieł   | Paweł Sulowski               | Bartłomiej Nowotarski       | Mirosław Lubiński        | Waldemar Wiązowski      | Henryk Gołębiewski           | Zbigniew Chlebowski           | Joanna Socha                 | Ryszard Niebieszczański | –                       | Roman Łambucki         | Józef Świątek            | –                    | Grzegorz Kołacz         | –                    | –                   | Dawid Gaszyński       |
| 3     | Antoni Stryjewski   | Ewa Gąsowska         | Janusz Dobrosz               | Władysław Frasyniuk         | Ryszard Szurkowski       | Kazimierz Ujazdowski    | Janusz Krasoń                | Bogdan Zdrojewski             | Tomasz Kostyła               | Hanna Gucwińska         | Mariusz Przywara        | Kacper Korwin-Mikke    | –                        | Anna Mellem          | Jerzy Żyszkiewicz       | –                    | Maciej Ferenc       | Tomasz Perek          |
| 4     | Andrzej Pawłowicz   | Grzegorz Kulczycki   | Witold Hatka                 | Mirosław Krzemkowski        | Jan Turski               | Tomasz Markowski        | Janusz Zemke                 | Teresa Piotrowska             | Bartosz Wiśniewski           | Eugeniusz Kłopotek      | Henryk Pulchny          | Władysław Markowski    | Jolanta Baziak-Jankowska | –                    | Jan Bestry              | Andrzej Skibicki     | Zbigniew Wrzesiński | Jarosław Rajchert     |
| 5     | Ryszard Szczepaniak | Ada Tokarska         | Anna Sobecka                 | Marian Filar                | Bogdan Lewandowski       | Antoni Mężydło          | Krystian Łuczak              | Jan Wyrowiński                | Marian Reszke                | Zbigniew Sosnowski      | Tomasz Dziki            | Jacek Hoga             | Marzena Korcala          | –                    | Mirosław Krajewski      | Ryszard Pieńkowski   | Kazimierz Repeta    | Sławomir Urtnowski    |
| 6     | Edward Dmoszyński   | Zbigniew Kowalski    | Andrzej Mańka                | Marcin Celiński             | Izabella Sierakowska     | Elżbieta Kruk           | Stanisław Kowalczyk          | Janusz Palikot                | Iwona Zielinko               | Jan Łopata              | Sławomir Janicki        | Marian Kowalski        | Sławomir Słomka          | –                    | Bolesław Borysiuk       | Stanisław Okapa      | Andrzej Olech       | Adam Gmurczyk         |
| 7     | Henryk Lewczuk      | Henryk Pogonowski    | Przemysław Andrejuk          | Irena Gadaj                 | Jan Byra                 | Tomasz Dudziński        | Szczepan Skomra              | Stanisław Żmijan              | Krzysztof Stanibuła          | Tadeusz Sławecki        | –                       | Krzysztof Bukiel       | Teresa Jakubczyk         | –                    | Henryk Młynarczyk       | –                    | –                   | Katarzyna Lewandowska |
| 8     | Krzysztof Dziedzic  | Karol Gierliński     | Stanisław Gudzowski          | Wiesław Pietruszak          | Ewa Freyberg             | Kazimierz Marcinkiewicz | Jan Kochanowski              | Czesław Fiedorowicz           | Zbigniew Wiśniewski          | Józef Zych              | –                       | Stanisław Marcinkowski | Edmund Kotlarski         | –                    | Waldemar Starosta       | –                    | Henryk Giecołd      | –                     |
| 9     | Jerzy Stasiak       | Jerzy Kurzawa        | Ewa Sowińska                 | Marek Belka                 | Zdzisława Janowska       | Piotr Krzywicki         | Sylwester Pawłowski          | Iwona Śledzińska-Katarasińska | Barbara Belczyńska-Gorzelska | Krzysztof Jankowski     | Marek Michalik          | Mieczysław Targosz     | Adam Szcześniak          | –                    | Piotr Misztal           | Zbigniew Łuczak      | –                   | Tadeusz Rydz          |
| 10    | –                   | Ryszard Brzuzy       | Arnold Masin                 | Wojciech Gwoździk           | Włodzimierz Majewski     | Marek Jurek             | Artur Ostrowski              | Elżbieta Radziszewska         | Katarzyna Piekielna          | Krystyna Ozga           | Mieczysław Chwilczyński | Andrzej Malka          | Krzysztof Kozłowski      | Anna Wolowska        | Stanisław Łyżwiński     | Halina Rusek         | –                   | Sławomir Sakowski     |
| 11    | Krystyna Grabicka   | Zdzisław Smagalski   | Daniel Pawłowiec             | Andrzej Majewski            | Michał Kaczmarek         | Paweł Zalewski          | Wojciech Olejniczak          | Cezary Grabarczyk             | Alicja Andrzejewska          | Mieczysław Łuczak       | –                       | –                      | Łukasz Stępień           | –                    | Grażyna Tyszko          | Zbigniew Kowalski    | –                   | –                     |
| 12    | Władysław Kucia     | Tomasz Sroka         | Leszek Murzyn                | Joanna Brzozowska           | Kazimierz Boroń          | Paweł Kowal             | Stanisław Rydzoń             | Paweł Graś                    | Rafał Popiński               | Józef Kała              | –                       | Marcin Bajer           | –                        | –                    | Franciszek Irzyk        | –                    | –                   | –                     |
| 13    | Stanisław Borkacki  | Janusz Anioł         | Marek Kotlinowski            | Jerzy Hausner               | Małgorzata Wilkosz-Śliwa | Zbigniew Ziobro         | Kazimierz Chrzanowski        | Jan Rokita                    | Jarosław Łojek               | Grażyna Leja            | –                       | Stanisław Żółtek       | –                        | Władysław Grodecki   | Eugeniusz Tokaj         | –                    | –                   | –                     |
| 14    | Jerzy Basiaga       | Robert Ziembiński    | Edward Ciągło                | Bronisław Smoleń            | Adam Smoter              | Stanisława Okularczyk   | Kazimierz Sas                | Andrzej Czerwiński            | Monika Marczyk               | Bronisław Dutka         | –                       | Andrzej Paciej         | –                        | –                    | Elżbieta Wiśniowska     | –                    | –                   | –                     |
| 15    | Jan Strzeżek        | Bartosz Chronowski   | Bogusław Sobczak             | Tomasz Zieliński            | Wojciech Filemonowicz    | Barbara Marianowska     | Krzysztof Janik              | Aleksander Grad               | Jarosław Karbowiak           | Wiesław Woda            | Henryk Kopeć            | Wojciech Popiela       | Adam Pęgiel              | –                    | Jerzy Zawisza           | –                    | Jan Piwowarski      | –                     |
| 16    | Marcin Kołakowski   | Kazimierz Lubowicki  | Marian Brudzyński            | Eryk Smulewicz              | Elżbieta Gozdowska       | Wojciech Jasiński       | Jolanta Szymanek-Deresz      | Łukasz Abgarowicz             | Jolanta Boyarsky             | Waldemar Pawlak         | –                       | Jacek Boroń            | –                        | –                    | Lech Szymańczyk         | Bogdan Kaczyński     | –                   | Arkadiusz Karpiński   |
| 17    | Bogdan Jarociński   | Franciszek Gierot    | Witold Bałażak               | Krzysztof Michałkiewicz     | Wiesława Sadowska        | Marek Suski             | Marek Wikiński               | Ewa Kopacz                    | Teodor Paluch                | Maria Dziuba            | Andrzej Sobieraj        | Waldemar Rajca         | Maria Kłosińska          | –                    | Wanda Łyżwińska         | Arkadiusz Ciach      | –                   | Mariusz Magnuszewski  |
| 18    | Gabriel Janowski    | Michał Janiszewski   | Bogusław Kowalski            | Karol Miłkowski             | Bożena Chojecka          | Marian Piłka            | Stanisława Prządka           | Robert Ambroziewicz           | Leszek Bubel                 | Jarosław Kalinowski     | –                       | Jacek Oleksy           | Tadeusz Dąbrowski        | –                    | Krzysztof Filipek       | Dariusz Krasnodębski | Zbigniew Kobyliński | –                     |
| 19    | Daniel Kasztelewicz | Maria Szyszkowska    | Roman Giertych               | Tadeusz Mazowiecki          | Marek Borowski           | Jarosław Kaczyński      | Ryszard Kalisz               | Hanna Gronkiewicz-Waltz       | Karol Bubel                  | Erwina Ryś-Ferens       | Witold Buczyński        | Janusz Korwin-Mikke    | Tadeusz Bartold          | Eugeniusz Karczewski | Krystyna Górniak        | Kamila Blusiewicz    | Halina Szustak      | Bogdan Byrzykowski    |
| 20    | Antoni Macierewicz  | Katarzyna Śniadecka  | Szymon Pawłowski             | Andrzej Potocki             | Magdalena Mosiewicz      | Ludwik Dorn             | Michał Tober                 | Bronisław Komorowski          | Elżbieta Zwierzyńska         | Janusz Piechociński     | –                       | Bogusław Wolniewicz    | Arkadiusz Batóg          | –                    | Krzysztof Sikora        | –                    | Hanna Wujkowska     | –                     |
| 21    | Szymon Czerwiński   | Emil Kołaczek        | Marek Kawa                   | Alojzy Drewniak             | Arkadiusz Kasznia        | Sławomir Kłosowski      | Tomasz Garbowski             | Danuta Jazłowiecka            | Robert Larkowski             | Stanisław Rakoczy       | –                       | Mieczysław Małek       | –                        | –                    | Józef Stępkowski        | –                    | –                   | Wojciech Trojanowski  |
| 22    | Marek Utracki       | Józef Juszczyk       | Marian Daszyk                | Grażyna Szelc               | Lucjan Kuźniar           | Marek Kuchciński        | Wojciech Pomajda             | Elżbieta Łukacijewska         | Wiesław Twaróg               | Mieczysław Kasprzak     | Bogusław Wojtowicz      | Marian Dubniewicz      | –                        | –                    | Janusz Maksymiuk        | –                    | Jarosław Śliwiński  | –                     |
| 23    | Bartosz Kownacki    | Jerzy Wróbel         | Zygmunt Wrzodak              | Cezary Nowacki              | Stanisław Janas          | Dariusz Kłeczek         | Władysław Stępień            | Krystyna Skowrońska           | Małgorzata Dziewit           | Jan Bury                | –                       | Zbigniew Sycz          | –                        | Irena Szostek        | Maria Zbyrowska         | Józef Schab          | Ewa Kantor          | –                     |
| 24    | Roman Falkowski     | Kinga Stawecka       | Andrzej Fedorowicz           | Marek Masalski              | Barbara Ciruk            | Krzysztof Jurgiel       | Marek Strzaliński            | Robert Tyszkiewicz            | Sławomir Dawidowski          | Adam Dobroński          | –                       | Andrzej Jędrzejewski   | –                        | Janina Żołyniak      | Genowefa Wiśniowska     | Elżbieta Dziewulska  | Piotr Krutul        | –                     |
| 25    | Wojciech Podjacki   | Andrzej Kotłowski    | Jan Jackowski                | Bogdan Lis                  | Jolanta Banach           | Tadeusz Cymański        | Małgorzata Ostrowska         | Donald Tusk                   | Iwona Bubel                  | Stanisław Kochanowski   | Stanisław Ackerman      | Sławomir Czapla        | Mariusz Pniewski         | –                    | Danuta Hojarska         | –                    | Gertruda Szumska    | –                     |
| 26    | Andrzej Sułkowski   | Beata Chronowska     | Robert Strąk                 | Krzysztof Pusz              | Władysław Szkop          | Jolanta Szczypińska     | Joanna Senyszyn              | Marek Biernacki               | Jerzy Jucha                  | Zdzisław Kołodziejski   | Jerzy Barzowski         | Zbigniew Wojciechowicz | Krystyna Pajura          | –                    | Lech Woszczerowicz      | –                    | Paweł Krawiec       | Stanisław Pobłocki    |
| 27    | Krzysztof Dziwak    | Marcin Płaczek       | Stanisław Zadora             | Jerzy Batycki               | Antoni Kobielusz         | Jacek Falfus            | Jan Szwarc                   | Tomasz Tomczykiewicz          | Krzysztof Luber              | Marian Ormaniec         | –                       | Marek Matlak           | Ludwik Mikołajczyk       | –                    | Dariusz Kozak           | –                    | –                   | –                     |
| 28    | Henryk Pinis        | Marek Bawor          | Marian Banaś                 | Zygmunt Kucharczyk          | Jacek Kasprzyk           | Szymon Giżyński         | Ewa Janik                    | Edward Maniura                | Artur Pasek                  | Władysław Serafin       | –                       | Ireneusz Janeczek      | –                        | Marek Gadnicki       | Andrzej Grzesik         | Marta Wrzalik        | –                   | –                     |
| 29    | Robert Rzepliński   | Jan Barański         | Arkadiusz Gromek             | Piotr Lewandowski           | Józef Kubica             | Jędrzej Jędrych         | Wacław Martyniuk             | Krystyna Szumilas             | Cezary Zakrzewski            | Stanisław Dulias        | –                       | Andrzej Pilipiuk       | –                        | Tadeusz Bielawski    | Rajmund Moric           | Krzysztof Dziadak    | –                   | –                     |
| 30    | Jacek Zakrzewski    | Tomasz Adamski       | Robert Grajcarek             | Ryszard Ostrowski           | Andrzej Waliszewski      | Bolesław Piecha         | Tadeusz Motowidło            | Andrzej Markowiak             | Władysław Zakrzewski         | Krzysztof Kluczniok     | Andrzej Ciok            | Czesław Starosta       | –                        | Jerzy Dziesiński     | Jerzy Nowak             | –                    | –                   | –                     |
| 31    | Jerzy Drynda        | Zbigniew Litke       | Waldemar Sanak               | Antoni Piechniczek          | Andrzej Celiński         | Jerzy Polaczek          | Zbyszek Zaborowski           | Andrzej Sośnierz              | Kazimierz Świtoń             | Maria Brzezińska        | –                       | Sławomir Sławski       | –                        | Adam Słomka          | Lech Wędrychowicz       | –                    | –                   | –                     |
| 32    | Waldemar Sikora     | Bogusław Ziętek      | Antoni Sosnowski             | Anna Sporyszkiewicz         | Agnieszka Pasternak      | Ewa Malik               | Wiesław Jędrusik             | Grzegorz Dolniak              | Anna Ambrozik                | Michał Figlus           | –                       | Grzegorz Jaszczura     | Grzegorz Soja            | Zygmunt Miernik      | –                       | –                    | –                   | –                     |
| 33    | Jarosław Potrzeszcz | Mariusz Olszewski    | Radosław Parda               | Joanna Staręga-Piasek       | Zdzisław Kałamaga        | Przemysław Gosiewski    | Włodzimierz Stępień          | Konstanty Miodowicz           | Łukasz Smolarczyk            | Józef Szczepańczyk      | Cezary Berak            | Andrzej Ulok           | Krystyna Kania           | –                    | Małgorzata Olejnik      | Elżbieta Żelazna     | Lidia Dziura        | –                     |
| 34    | Wiesław Kozłowski   | Marian Peters        | Cyprian Gutkowski            | Zygmunt Komar               | Bożena Łopacka           | Leonard Krasulski       | Witold Gintowt-Dziewałtowski | Krzysztof Lisek               | Małgorzata Mechlińska        | Stanisław Żelichowski   | Stefan Rembelski        | Paweł Jurewicz         | –                        | –                    | Renata Rochnowska       | –                    | –                   | –                     |
| 35    | Janina Radomska     | Jerzy Szymański      | Edward Ośko                  | Janusz Kijowski             | Dariusz Szwed            | Aleksander Szczygło     | Andrzej Ryński               | Sławomir Rybicki              | Adam Zielinko                | Adam Krzyśków           | Andrzej Smoliński       | Wojciech Grotecki      | –                        | –                    | Mieczysław Aszkiełowicz | –                    | –                   | –                     |
| 36    | Jacek Kubiak        | Andrzej Ślipko       | Elżbieta Ratajczak           | Mariusz Witczak             | Andrzej Spychalski       | Witold Czarnecki        | Wiesław Szczepański          | Rafał Grupiński               | Małgorzata Nowak             | Andrzej Grzyb           | Marian Jańczak          | Dawid Rubiński         | –                        | Tomasz Tarnowski     | Tadeusz Dębicki         | Robert Czarnojańczyk | –                   | –                     |
| 37    | Kazimierz Mazur     | Zbigniew Górski      | Przemysław Piasta            | Aldona Kamela-Sowińska      | Marek Pol                | Adam Hofman             | Tadeusz Tomaszewski          | Tomasz Nowak                  | Anna Dąbrowska               | Eugeniusz Grzeszczak    | –                       | Cezar Dubiel           | Piotr Janusz             | Józef Szczepaniak    | Alfred Budner           | –                    | Krzysztof Marciniec | Mariusz Kamadulski    |
| 38    | Zygmunt Sysiak      | Krzysztof Dąbrowski  | Bartosz Rzeźniczak           | Bolesław Milewski           | Romuald Ajchler          | Maks Kraczkowski        | Stanisław Stec               | Adam Szejnfeld                | Bogdan Pawłowski             | Stanisław Kalemba       | –                       | Andrzej Wykowski       | –                        | –                    | Franciszek Nowak        | –                    | –                   | –                     |
| 39    | Witold Jaźwiński    | Mariusz Pawluk       | Zbigniew Jacyna-Onyszkiewicz | Wojciech Szczęsny Kaczmarek | Sylwia Pusz              | Jan Libicki             | Krystyna Łybacka             | Waldy Dzikowski               | Franciszek Polanowski        | Wojciech Jankowiak      | Apoloniusz Twaróg       | Jacek Karpiński        | Wojciech Kornowski       | –                    | Andrzej Aumiller        | –                    | –                   | –                     |
| 40    | Andrzej Olesiejuk   | Antoni Jaśkiewicz    | Piotr Farfał                 | Krzysztof Lis               | Edward Wojtalik          | Czesław Hoc             | Stanisław Wziątek            | Stanisław Gawłowski           | Zbigniew Flemming            | Stanisław Dycha         | –                       | Jacek Katzer           | –                        | –                    | Andrzej Lepper          | –                    | –                   | –                     |
| 41    | –                   | Krzysztof Mościbroda | Rafał Wiechecki              | Marcin Święcicki            | Elżbieta Romero          | Joachim Brudziński      | Jacek Piechota               | Krzysztof Zaremba             | Zdzisław Bućkowski           | Kazimierz Ziemba        | –                       | Bogdan Grobelny        | –                        | –                    | Regina Wasilewska-Kita  | –                    | Zenon Iwaszkiewicz  | –                     |

| Okręg wyborczy | Nazwa Komitetu | Nazwa Komitetu                     | Numer 1 na liście |
| -------------- | -------------- | ---------------------------------- | ----------------- |
| 4 Bydgoszcz    |                | Stronnictwo Pracy                  | Zdzisław Cisowski |
| 9 Łódź         |                | KWW Społeczni Ratownicy            | Janusz Bagiński   |
| 21 Opole       |                | KWW Mniejszość Niemiecka           | Henryk Kroll      |
| 29 Gliwice     |                | KWW Mniejszości Niemieckiej Śląska | Marcin Lippa      |

## Statystyki i wyniki
W wyborach do Sejmu na 594 listach zarejestrowanych w 41 okręgach wyborczych przez 22 komitety wyborcze znalazło się łącznie 10 661 kandydatów na posłów, w tym 2613 kobiet (24,51%) i 8848 mężczyzn (75,49%).
W wyborach do Senatu w 40 okręgach wyborczych zarejestrowanych zostało przez 108 komitetów wyborczych 623 kandydatów na senatorów, w tym 99 kobiet (15,89%) i 524 mężczyzn (84,11%).
Próg wyborczy dla partii to 5%.

### Wyniki wyborów do Sejmu RP

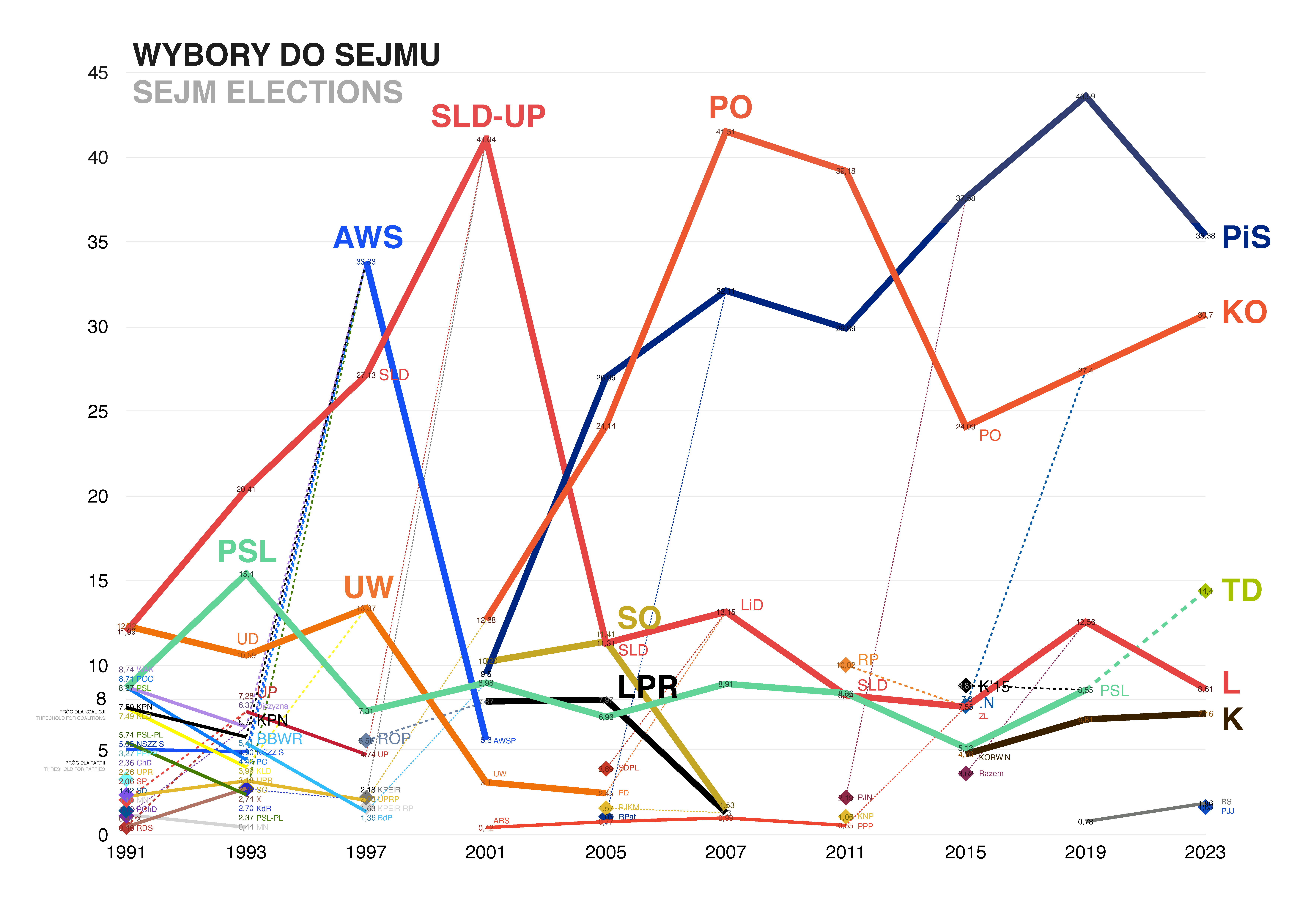
Wyniki wyborów do Sejmu 1991–2019

Zwycięzcy w poszczególnych okręgach w wyborach do Sejmu RP

| Komitet wyborczy | Komitet wyborczy                        | Głosy      | Głosy  | Głosy | Mandaty | Mandaty | Mandaty |
| Komitet wyborczy | Komitet wyborczy                        | Liczba     | %      | +/−   | Liczba  | +/−     | %       |
| ---------------- | --------------------------------------- | ---------- | ------ | ----- | ------- | ------- | ------- |
|                  | Prawo i Sprawiedliwość                  | 3 185 714  | 26,99  | 17,49 | 155     | 111     | 33,70   |
|                  | Platforma Obywatelska RP                | 2 849 259  | 24,14  | 11,46 | 133     | 68      | 28,91   |
|                  | Samoobrona Rzeczpospolitej Polskiej     | 1 347 355  | 11,41  | 1,21  | 56      | 3       | 12,17   |
|                  | Sojusz Lewicy Demokratycznej            | 1 335 257  | 11,31  | 29,73 | 55      | 161     | 11,96   |
|                  | Liga Polskich Rodzin                    | 940 762    | 7,97   | 0,10  | 34      | 4       | 7,39    |
|                  | Polskie Stronnictwo Ludowe              | 821 656    | 6,96   | 2,02  | 25      | 17      | 5,43    |
|                  | KWW Mniejszość Niemiecka                | 34 469     | 0,29   | 0,07  | 2       |         | 0,43    |
|                  |                                         |            |        |       |         |         |         |
|                  | Socjaldemokracja Polska                 | 459 380    | 3,89   | –     | –       | –       | –       |
|                  | Partia Demokratyczna – demokraci.pl     | 289 276    | 2,45   | 0,65  | –       | –       | –       |
|                  | Platforma Janusza Korwin-Mikke          | 185 885    | 1,57   | –     | –       | –       | –       |
|                  | Ruch Patriotyczny                       | 124 038    | 1,05   | –     | –       | –       | –       |
|                  | Polska Partia Pracy                     | 91 266     | 0,77   | 0,35  | –       | –       | –       |
|                  | Polska Partia Narodowa                  | 34 127     | 0,29   | –     | –       | –       | –       |
|                  | Dom Ojczysty                            | 32 863     | 0,28   | –     | –       | –       | –       |
|                  | Centrum                                 | 21 893     | 0,19   | –     | –       | –       | –       |
|                  | KWW – Ogólnopolska Koalicja Obywatelska | 16 251     | 0,14   | –     | –       | –       | –       |
|                  | Inicjatywa RP                           | 11 914     | 0,10   | –     | –       | –       | –       |
|                  | Polska Konfederacja – Godność i Praca   | 8 353      | 0,07   | –     | –       | –       | –       |
|                  | Narodowe Odrodzenie Polski              | 7 376      | 0,06   | –     | –       | –       | –       |
|                  | KWW Mniejszości Niemieckiej Śląska      | 5 581      | 0,05   | –     | –       | –       | –       |
|                  | Stronnictwo Pracy                       | 1 019      | 0,01   | –     | –       | –       | –       |
|                  | KWW Społeczni Ratownicy                 | 982        | 0,01   | –     | –       | –       | –       |
|                  |                                         |            |        |       |         |         |         |
| Ogółem           | Ogółem                                  | 11 804 676 | 100,00 | –     | 460     | –       | 100,00  |
| Głosy nieważne   | Głosy nieważne                          | 440 227    | 3,60   | 0,39  |         |         |         |
| Frekwencja       | Frekwencja                              | 12 244 903 | 40,57  | 5,72  |         |         |         |

Rozkład mandatów
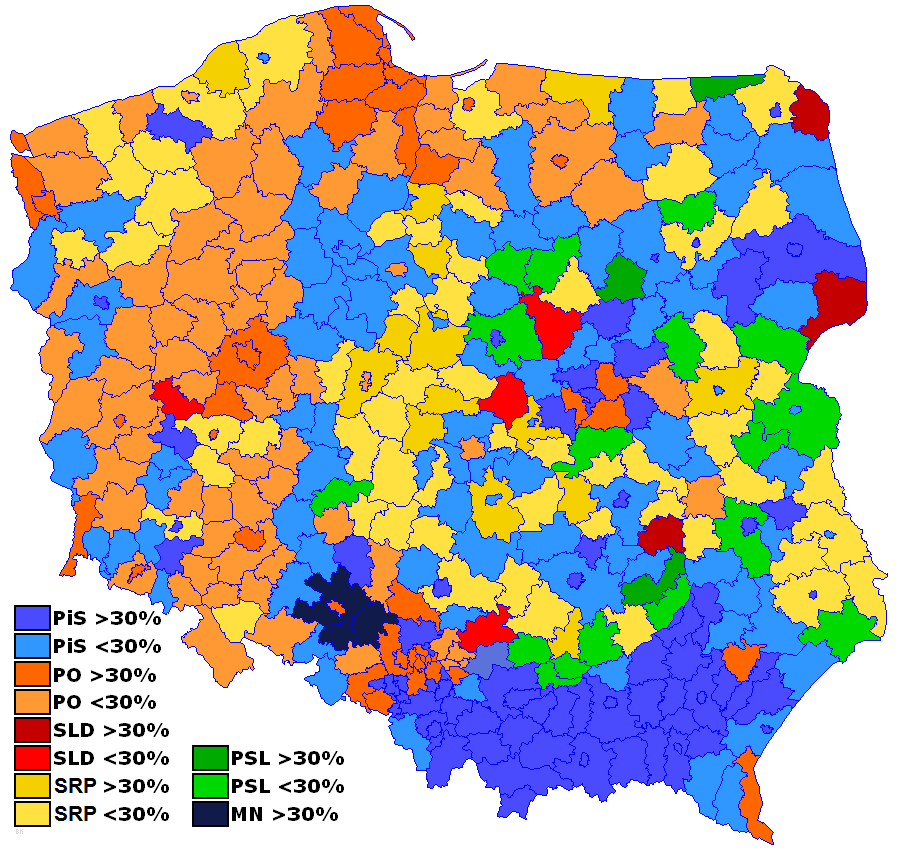
Zwycięskie listy w powiatach

Podział mandatów i rozkład procentowy poparcia w wyniku wyborów z uwzględnieniem podziału na późniejszą koalicję rządzącą w kolejności: ugrupowania rządowe, opozycja parlamentarna i pozaparlamentarna (komitety, które nie przekroczyły 1% poparcia w skali kraju potraktowano zbiorczo):
|     |     |     |     |     |     |  |
| ↓   |     |     |     |     |     |  |
| 155 | 56  | 34  | 133 | 55  | 25  |  |
| PiS | SRP | LPR | PO  | SLD | PSL |  |

|     |     |     |    |     |     |      |    |  |  |  |
| ↓   |     |     |    |     |     |      |    |  |  |  |
| PiS | SRP | LPR | PO | SLD | PSL | SDPL | PD |  |  |  |

#### Wyniki głosowania w skali okręgów
Wszystkie dane wyrażono w procentach.
| Okręg  | Nazwa                |       |       |       |       |       |       |      |      |      |      |      |       |      |      | Frekwencja |
| Okręg  | Nazwa                | PiS   | PO    | SRP   | SLD   | LPR   | PSL   | SDPL | PD   | PJKM | RP   | PPP  | MN    | PPN  | Inni | Frekwencja |
| ------ | -------------------- | ----- | ----- | ----- | ----- | ----- | ----- | ---- | ---- | ---- | ---- | ---- | ----- | ---- | ---- | ---------- |
| 1      | Legnica              | 24,77 | 24,41 | 12,65 | 15,26 | 6,90  | 3,85  | 3,29 | 4,23 | 1,66 | 0,91 | 0,74 | –     | 0,32 | 1,00 | 36,75      |
| 2      | Wałbrzych            | 22,21 | 25,93 | 13,25 | 13,86 | 7,25  | 6,51  | 5,29 | 1,71 | 1,57 | 0,80 | 0,83 | –     | 0,31 | 0,50 | 35,74      |
| 3      | Wrocław              | 25,70 | 32,36 | 8,42  | 10,00 | 6,73  | 3,03  | 3,98 | 4,28 | 2,42 | 1,26 | 0,62 | –     | 0,24 | 0,96 | 41,73      |
| 4      | Bydgoszcz            | 24,71 | 20,80 | 11,70 | 18,66 | 6,70  | 6,16  | 3,11 | 1,70 | 1,40 | 1,50 | 1,61 | –     | 0,19 | 1,76 | 37,98      |
| 5      | Toruń                | 22,67 | 18,64 | 18,59 | 11,77 | 7,98  | 7,05  | 5,55 | 3,88 | 0,96 | 0,60 | 0,68 | –     | 0,25 | 1,39 | 35,69      |
| 6      | Lublin               | 25,82 | 17,04 | 14,59 | 8,09  | 12,37 | 11,36 | 4,21 | 1,55 | 1,26 | 1,01 | 0,48 | –     | 0,46 | 1,77 | 42,89      |
| 7      | Chełm                | 20,82 | 11,40 | 20,83 | 8,32  | 12,35 | 18,32 | 3,31 | 1,01 | 0,91 | 1,08 | 0,50 | –     | 0,59 | 0,56 | 38,64      |
| 8      | Zielona Góra         | 22,84 | 24,21 | 11,41 | 16,18 | 7,63  | 7,85  | 3,51 | 1,99 | 1,57 | 0,79 | 0,80 | –     | 0,24 | 0,97 | 35,44      |
| 9      | Łódź                 | 24,63 | 24,30 | 8,63  | 14,12 | 7,64  | 2,13  | 5,72 | 6,04 | 2,35 | 1,68 | 1,17 | –     | 0,28 | 1,29 | 43,62      |
| 10     | Piotrków Trybunalski | 23,26 | 15,33 | 21,56 | 11,20 | 9,06  | 10,80 | 2,82 | 1,76 | 1,45 | –    | 0,87 | –     | 0,33 | 1,56 | 39,31      |
| 11     | Sieradz              | 21,38 | 15,04 | 21,87 | 14,86 | 6,64  | 12,21 | 2,62 | 1,63 | –    | 1,56 | 0,83 | –     | 0,41 | 0,93 | 38,10      |
| 12     | Chrzanów             | 34,88 | 21,86 | 8,51  | 8,58  | 11,48 | 6,05  | 3,43 | 1,77 | 1,45 | 0,93 | 0,79 | –     | 0,25 | –    | 42,11      |
| 13     | Kraków               | 37,29 | 30,56 | 5,05  | 7,96  | 5,70  | 3,13  | 3,56 | 2,86 | 1,88 | 0,82 | 0,93 | –     | 0,16 | 0,11 | 47,34      |
| 14     | Nowy Sącz            | 37,17 | 21,92 | 8,48  | 6,00  | 12,69 | 8,02  | 1,22 | 1,53 | 1,01 | 1,13 | 0,59 | –     | 0,25 | –    | 45,07      |
| 15     | Tarnów               | 33,93 | 20,28 | 9,88  | 5,92  | 12,64 | 9,34  | 2,20 | 1,20 | 1,61 | 0,66 | 0,73 | –     | 0,15 | 1,46 | 42,76      |
| 16     | Płock                | 24,20 | 14,41 | 17,84 | 11,94 | 6,94  | 15,83 | 2,93 | 1,75 | 1,06 | 1,52 | 0,61 | –     | 0,19 | 0,78 | 36,01      |
| 17     | Radom                | 25,60 | 15,62 | 19,42 | 9,90  | 8,07  | 13,28 | 2,63 | 1,09 | 1,46 | 0,91 | 0,51 | –     | 0,34 | 1,16 | 40,67      |
| 18     | Siedlce              | 25,46 | 12,62 | 18,80 | 7,27  | 11,75 | 16,35 | 1,87 | 1,05 | 1,09 | 1,59 | 0,47 | –     | 0,54 | 1,13 | 41,69      |
| 19     | Warszawa I           | 29,93 | 33,07 | 2,34  | 11,53 | 5,85  | 0,94  | 6,50 | 4,91 | 2,69 | 1,06 | 0,54 | –     | 0,23 | 0,43 | 56,05      |
| 20     | Warszawa II          | 32,95 | 28,09 | 7,34  | 7,17  | 7,34  | 5,46  | 2,98 | 2,38 | 2,06 | 2,63 | 0,51 | –     | 0,26 | 0,85 | 44,71      |
| 21     | Opole                | 20,53 | 24,24 | 10,59 | 10,39 | 6,82  | 4,79  | 2,80 | 2,89 | 1,61 | 1,25 | 0,70 | 12,92 | 0,28 | 0,19 | 33,47      |
| 22     | Krosno               | 33,78 | 15,44 | 11,83 | 9,16  | 13,63 | 9,56  | 2,28 | 1,07 | 0,99 | 0,76 | 0,50 | –     | 0,23 | 0,77 | 41,10      |
| 23     | Rzeszów              | 38,20 | 16,25 | 7,89  | 7,34  | 13,09 | 10,24 | 2,16 | 0,85 | 1,33 | 0,90 | 0,47 | –     | 0,30 | 0,99 | 44,24      |
| 24     | Białystok            | 28,46 | 15,25 | 12,16 | 12,31 | 11,38 | 8,39  | 3,82 | 1,41 | 1,14 | 2,58 | 1,20 | –     | 0,34 | 1,58 | 38,41      |
| 25     | Gdańsk               | 25,75 | 39,90 | 6,73  | 9,04  | 5,61  | 2,73  | 3,85 | 2,20 | 1,43 | 0,71 | 0,65 | –     | 0,25 | 1,15 | 44,01      |
| 26     | Gdynia               | 26,83 | 32,73 | 9,39  | 11,22 | 7,64  | 2,97  | 2,92 | 1,67 | 1,53 | 0,76 | 0,61 | –     | 0,27 | 1,46 | 42,86      |
| 27     | Bielsko-Biała        | 35,71 | 26,55 | 6,60  | 9,26  | 7,90  | 3,41  | 3,99 | 2,91 | 1,58 | 0,70 | 0,74 | –     | 0,22 | 0,45 | 44,40      |
| 28     | Częstochowa          | 27,68 | 24,78 | 13,73 | 10,67 | 6,09  | 5,70  | 4,74 | 2,11 | 1,64 | 1,05 | 0,94 | –     | 0,38 | 0,49 | 38,62      |
| 29     | Gliwice              | 28,43 | 33,12 | 6,97  | 11,69 | 5,34  | 1,95  | 3,56 | 2,44 | 1,71 | 0,83 | 0,86 | –     | 0,26 | 2,85 | 35,81      |
| 30     | Rybnik               | 31,33 | 31,67 | 7,64  | 11,65 | 7,01  | 2,50  | 2,56 | 1,65 | 1,37 | 0,61 | 0,95 | –     | 0,28 | 0,79 | 39,81      |
| 31     | Katowice             | 31,33 | 34,38 | 5,18  | 10,51 | 4,97  | 1,29  | 4,62 | 3,38 | 1,78 | 0,79 | 1,13 | –     | 0,33 | 0,32 | 41,04      |
| 32     | Sosnowiec            | 24,27 | 27,21 | –     | 21,15 | 7,25  | 3,59  | 6,81 | 2,64 | 2,81 | 1,15 | 1,81 | –     | 0,38 | 0,94 | 36,49      |
| 33     | Kielce               | 23,76 | 15,39 | 17,23 | 12,33 | 6,16  | 14,15 | 4,06 | 1,31 | 1,26 | 1,57 | 0,86 | –     | 0,27 | 1,66 | 36,53      |
| 34     | Elbląg               | 21,85 | 23,48 | 17,68 | 12,03 | 5,58  | 9,01  | 3,56 | 3,09 | 1,18 | 0,88 | 0,87 | –     | 0,34 | 0,46 | 34,40      |
| 35     | Olsztyn              | 22,59 | 24,08 | 11,80 | 14,28 | 7,79  | 9,44  | 3,09 | 2,97 | 1,57 | 0,79 | 0,78 | –     | 0,27 | 0,55 | 34,54      |
| 36     | Kalisz               | 20,13 | 21,72 | 16,55 | 13,02 | 7,47  | 10,98 | 4,59 | 1,39 | 1,41 | 1,16 | 0,63 | –     | 0,22 | 0,74 | 38,53      |
| 37     | Konin                | 19,69 | 18,78 | 20,70 | 13,07 | 6,28  | 10,19 | 4,36 | 1,62 | 1,68 | 0,97 | 0,80 | –     | 0,24 | 1,61 | 38,27      |
| 38     | Piła                 | 16,93 | 24,71 | 14,75 | 15,82 | 7,44  | 9,65  | 5,84 | 1,51 | 1,35 | 0,91 | 0,78 | –     | 0,31 | –    | 39,53      |
| 39     | Poznań               | 25,55 | 37,97 | 5,71  | 10,48 | 5,40  | 2,05  | 5,41 | 3,73 | 1,87 | 0,53 | 0,65 | –     | 0,18 | 0,48 | 47,23      |
| 40     | Koszalin             | 20,33 | 21,76 | 22,78 | 13,87 | 4,61  | 5,25  | 4,72 | 3,74 | 1,23 | 0,63 | 0,81 | –     | 0,28 | –    | 35,57      |
| 41     | Szczecin             | 23,24 | 28,21 | 11,47 | 14,84 | 6,11  | 3,84  | 5,51 | 3,02 | 1,98 | –    | 1,05 | –     | 0,35 | 0,37 | 38,26      |
| Polska | Polska               | 26,99 | 24,14 | 11,41 | 11,31 | 7,97  | 6,96  | 3,89 | 2,45 | 1,57 | 1,05 | 0,77 | 0,29  | 0,29 | 0,91 | 40,57      |

#### Podział mandatów w skali okręgów
| Okręg  | Nazwa                |     |     |     |     |     |     |    | Łącznie |
| Okręg  | Nazwa                | PiS | PO  | SRP | SLD | LPR | PSL | MN | Łącznie |
| ------ | -------------------- | --- | --- | --- | --- | --- | --- | -- | ------- |
| 1      | Legnica              | 4   | 3   | 2   | 2   | 1   | –   | –  | 12      |
| 2      | Wałbrzych            | 3   | 3   | 1   | 1   | –   | –   | –  | 8       |
| 3      | Wrocław              | 5   | 6   | 1   | 1   | 1   | –   | –  | 14      |
| 4      | Bydgoszcz            | 4   | 3   | 1   | 3   | 1   | –   | –  | 12      |
| 5      | Toruń                | 3   | 3   | 3   | 2   | 1   | 1   | –  | 13      |
| 6      | Lublin               | 5   | 3   | 2   | 1   | 2   | 2   | –  | 15      |
| 7      | Chełm                | 3   | 1   | 3   | 1   | 2   | 2   | –  | 12      |
| 8      | Zielona Góra         | 3   | 4   | 1   | 2   | 1   | 1   | –  | 12      |
| 9      | Łódź                 | 3   | 3   | 1   | 2   | 1   | –   | –  | 10      |
| 10     | Piotrków Trybunalski | 3   | 1   | 2   | 1   | 1   | 1   | –  | 9       |
| 11     | Sieradz              | 3   | 2   | 3   | 2   | 1   | 1   | –  | 12      |
| 12     | Chrzanów             | 4   | 2   | –   | 1   | 1   | –   | –  | 8       |
| 13     | Kraków               | 6   | 5   | –   | 1   | 1   | –   | –  | 13      |
| 14     | Nowy Sącz            | 4   | 2   | 1   | –   | 1   | 1   | –  | 9       |
| 15     | Tarnów               | 4   | 2   | 1   | –   | 1   | 1   | –  | 9       |
| 16     | Płock                | 3   | 2   | 2   | 1   | –   | 2   | –  | 10      |
| 17     | Radom                | 3   | 1   | 2   | 1   | 1   | 1   | –  | 9       |
| 18     | Siedlce              | 4   | 2   | 2   | 1   | 1   | 2   | –  | 12      |
| 19     | Warszawa I           | 7   | 8   | –   | 3   | 1   | –   | –  | 19      |
| 20     | Warszawa II          | 4   | 4   | 1   | 1   | 1   | –   | –  | 11      |
| 21     | Opole                | 3   | 4   | 2   | 1   | 1   | –   | 2  | 13      |
| 22     | Krosno               | 4   | 2   | 1   | 1   | 2   | 1   | –  | 11      |
| 23     | Rzeszów              | 7   | 3   | 1   | 1   | 2   | 1   | –  | 15      |
| 24     | Białystok            | 5   | 3   | 2   | 2   | 2   | 1   | –  | 15      |
| 25     | Gdańsk               | 4   | 6   | 1   | 1   | –   | –   | –  | 12      |
| 26     | Gdynia               | 4   | 6   | 1   | 2   | 1   | –   | –  | 14      |
| 27     | Bielsko-Biała        | 4   | 3   | –   | 1   | 1   | –   | –  | 9       |
| 28     | Częstochowa          | 3   | 2   | 1   | 1   | –   | –   | –  | 7       |
| 29     | Gliwice              | 4   | 4   | 1   | 1   | –   | –   | –  | 10      |
| 30     | Rybnik               | 4   | 4   | –   | 1   | –   | –   | –  | 9       |
| 31     | Katowice             | 5   | 6   | –   | 1   | –   | –   | –  | 12      |
| 32     | Sosnowiec            | 3   | 3   | –   | 2   | 1   | –   | –  | 9       |
| 33     | Kielce               | 5   | 3   | 3   | 2   | 1   | 2   | –  | 16      |
| 34     | Elbląg               | 2   | 2   | 2   | 1   | –   | 1   | –  | 8       |
| 35     | Olsztyn              | 3   | 3   | 1   | 1   | 1   | 1   | –  | 10      |
| 36     | Kalisz               | 3   | 3   | 2   | 2   | 1   | 1   | –  | 12      |
| 37     | Konin                | 2   | 2   | 3   | 1   | –   | 1   | –  | 9       |
| 38     | Piła                 | 2   | 3   | 1   | 2   | –   | 1   | –  | 9       |
| 39     | Poznań               | 4   | 5   | –   | 1   | –   | –   | –  | 10      |
| 40     | Koszalin             | 2   | 2   | 3   | 1   | –   | –   | –  | 8       |
| 41     | Szczecin             | 4   | 4   | 2   | 2   | 1   | –   | –  | 13      |
| Polska | Polska               | 155 | 133 | 56  | 55  | 34  | 25  | 2  | 460     |

### Wyniki wyborów do Senatu RP

Zwycięzcy w poszczególnych okręgach w wyborach do Senatu RP

Rozkład mandatów

| Komitet wyborczy                     | Komitet wyborczy                        | Głosy      | Głosy  | Głosy | Mandaty | Mandaty |
| Komitet wyborczy                     | Komitet wyborczy                        | Liczba     | %      | +/−   | Liczba  | +/−     |
| ------------------------------------ | --------------------------------------- | ---------- | ------ | ----- | ------- | ------- |
|                                      | Prawo i Sprawiedliwość                  | 5 020 704  | 20,76  | –     | 49      | –       |
|                                      | Platforma Obywatelska RP                | 4 080 497  | 16,88  | –     | 34      | –       |
|                                      | Liga Polskich Rodzin                    | 2 990 092  | 12,37  | 8,32  | 7       | 5       |
|                                      | Samoobrona Rzeczpospolitej Polskiej     | 2 016 858  | 8,34   | 4,06  | 3       | 1       |
|                                      | Polskie Stronnictwo Ludowe              | 1 413 872  | 5,85   | 7,36  | 2       | 2       |
|                                      | KWW Macieja Płażyńskiego                | 151 018    | 0,62   | –     | 1       | –       |
|                                      | KWW Kazimierza Juliana Kutza            | 111 907    | 0,46   | –     | 1       | –       |
|                                      | KWW Bogdana Borusewicza                 | 101 541    | 0,42   | –     | 1       | –       |
|                                      | KWW Nowy Senat 2005                     | 46 734     | 0,19   | –     | 1       | –       |
|                                      | KWW prof. Mariana Miłka                 | 44 900     | 0,19   | –     | 1       | –       |
|                                      | Sojusz Lewicy Demokratycznej            | 3 114 118  | 12,88  | 26,03 | –       | 75      |
|                                      | Partia Demokratyczna – demokraci.pl     | 683 799    | 2,83   | –     | –       | –       |
|                                      | Socjaldemokracja Polska                 | 573 556    | 2,37   | –     | –       | –       |
|                                      | Platforma Janusza Korwin-Mikke          | 375 037    | 1,55   | –     | –       | –       |
|                                      | Centrum                                 | 246 143    | 1,02   | –     | –       | –       |
|                                      | Ruch Patriotyczny                       | 234 093    | 0,97   | –     | –       | –       |
|                                      | Dom Ojczysty                            | 181 337    | 0,75   | –     | –       | –       |
|                                      | Polska Partia Narodowa                  | 168 413    | 0,70   | –     | –       | –       |
|                                      | KWW Mniejszość Niemiecka                | 88 875     | 0,37   | 0,14  | –       | –       |
|                                      | KWW – Ogólnopolska Koalicja Obywatelska | 65 561     | 0,27   | –     | –       | –       |
|                                      | Inicjatywa RP                           | 45 712     | 0,19   | –     | –       | –       |
|                                      | KWW Społeczni Ratownicy                 | 18 439     | 0,08   | –     | –       | –       |
|                                      | Polska Partia Pracy                     | 11 765     | 0,05   | 1,05  | –       | –       |
|                                      | Polska Konfederacja – Godność i Praca   | 10 528     | 0,04   | –     | –       | –       |
| Pozostałe komitety wyborcze partii   | Pozostałe komitety wyborcze partii      | 138 362    | 0,57   | –     | –       | –       |
| Pozostałe komitety wyborcze wyborców | Pozostałe komitety wyborcze wyborców    | 2 244 844  | 9,28   | –     | –       | –       |
|                                      |                                         |            |        |       |         |         |
| Razem                                | Razem                                   | –          | 100,00 | –     | 100     | –       |
| Głosy ważne                          | Głosy ważne                             | 11 812 965 | 96,52  |       |         |         |
| Głosy nieważne                       | Głosy nieważne                          | 426 054    | 3,48   | 0,06  |         |         |
| Frekwencja                           | Frekwencja                              | 12 239 019 | 40,56  | 5,82  |         |         |

|     |     |     |    |   |     |
| ↓   |     |     |    |   |     |
| 49  | 7   | 3   | 34 | 2 | 5   |
| PiS | LPR | SRP | PO |   | KWW |

|     |     |     |    |     |     |    |  |  |  |  |  |
|     |     |     |    |     |     |    |  |  |  |  |  |
| PiS | LPR | SRP | PO | PSL | SLD | PD |  |  |  |  |  |

### Frekwencja
Frekwencja w wyborach według komunikatu PKW wyniosła w skali kraju 40,57%. Badanie przeprowadzone przez TNS OBOP i PBS dla TVP w ramach sondażu exit poll przewidywało całkowitą frekwencję na poziomie 40,4%.

### Ważność wyborów
Sąd Najwyższy uznał wybory za ważne. W związku z brakiem na kartach do głosowania do Senatu nazw komitetów popierających poszczególnych kandydatów Sąd Najwyższy 15 grudnia 2005 uznał karty – a tym samym wybory do Senatu w okręgu nr 27 – za nieważne. Jarosław Lasecki i Czesław Ryszka stracili swoje mandaty – był to pierwszy tego typu przypadek w wyborach parlamentarnych w III Rzeczypospolitej.

## Obwody głosowania
| Obwody głosowania                                      |                |               |
| Typ obwodu                                             | Liczba obwodów | Dla inwalidów |
| Powszechny                                             | 23 633         | 4 680         |
| Szpital                                                | 739            | 163           |
| Zakład karny                                           | 101            | 1             |
| Areszt śledczy                                         | 77             | 0             |
| Zakład pomocy społecznej                               | 447            | 123           |
| Oddział zewnętrzny zakładu karnego i aresztu śledczego | 2              | 0             |
| Obwód głosowania za granicą                            | 161            | 3             |
| Obwód głosowania na polskim statku morskim             | 5              | 0             |
| Razem                                                  | 25 165         | 4 970         |

## Prawybory
18 września 2005, tradycyjnie we Wrześni (w województwie wielkopolskim), odbyły się prawybory parlamentarne i prezydenckie (o charakterze sondażu przedwyborczego). Zobacz: wyniki prawyborów.

## Statystyki wyborów

### Statystyki kandydatów do Sejmu
| Statystyki kandydatów                  |        |         |           |
|                                        | Ogółem | Kobiety | Mężczyźni |
| Liczba zarejestrowanych kandydatów     | 10 658 | 2 612   | 8 046     |
| Średnia wieku kandydatów               | 44     | 43      | 45        |
| Wiek najmłodszego kandydata/kandydatki | 21     | 21      | 21        |
| Wiek najstarszego kandydata/kandydatki | 89     | 86      | 89        |

### Statystyki kandydatów do Senatu
| Statystyki kandydatów                  |        |         |           |
|                                        | Ogółem | Kobiety | Mężczyźni |
| Liczba zarejestrowanych kandydatów     | 623    | 99      | 524       |
| Średnia wieku kandydatów               | 54     | 53      | 54        |
| Wiek najmłodszego kandydata/kandydatki | 30     | 30      | 30        |
| Wiek najstarszego kandydata/kandydatki | 86     | 76      | 86        |